# Zdeněk Míka (režisér)
Zdeněk Míka (25. října 1919, Lipence u Zbraslavi – 9. září 2000, Praha) byl český divadelní a filmový režisér, divadelní ředitel, dramaturg, vysokoškolský pedagog a herec.

## Studium a divadelní začátky
Absolvoval gymnázium a začal studovat na Filosofické fakultě Univerzity Karlovy. Po uzavření vysokých škol nacisty v roce 1939 začal navštěvovat Hereckou školu E.F.Buriana v D 40 a hrál na scéně pro děti a mládež "d 41", vytvořené E. F. Burianem v roce 1940 u jeho divadla D 41.

## Činnost za války
Byl levicově orientován. Za války se scházel ilegálně s dalšími mladými komunisty v bytě manželů Bendových v areálu ústavu v Praze-Bohnicích. Po likvidaci Burianova D 41 jej zaměstnala Míla Mellanová spolu s dalšími někdejšími posluchači Herecké školy E. F. Buriana (V.Brodský, S.Zázvorková, V. Podzimek aj.) v Pražském dětském divadle. Od roku 1941 působil jako herec a tanečník v divadle Větrník Josefa Šmídy, odkud odešel na podzim 1942, přesto zde v únoru 1943 ještě vystoupil v obnovené inscenaci hry Růže ran. V divadle měl přezdívku Mikin. Přechodně pak spolupracoval s Dvořákovým Divadélkem ve Smetanově muzeu a na počátku roku 1944 byl členem Pražského divadelního studia, pobočné scény Pražského divadla pro mládež.

## Poválečné působení
V květnových dnech roku 1945 založil hereckou skupinu Obratník, kde se sdružili levicoví divadelníci a tato skupina provozovala pouliční divadlo a vyjížděla na venkov. V létě 1945 se pak stala součástí Divadla mladých pionýrů. V roce 1946 režíroval v Divadle pod Plachtou a ve Vesnickém divadle, později se stal režisérem (1946) a ředitelem (1947–1949) Divadla pracujících ve Zlíně. Po nástupu do Zlína vytvořil v divadle Studio mladých. V polovině roku 1949 odešel do Prahy jako ústřední dramaturg Československého státního filmu na Barrandově. Mezi léty 1950–1955 byl ředitelem a uměleckým vedoucím Státního divadla v Brně. Následně působil jako ředitel Městského divadla v Kolíně (1955–1960) a v letech 1960–1970 byl režisérem v Jihočeském divadle v Českých Budějovicích.
V období normalizace, v roce 1970, se stal ředitelem pražského Divadla na Vinohradech a zde vytrval až do ledna roku 1988, kdy byl vystřídán Františkem Laurinem.
V sedmdesátých létech působil rovněž jako filmový a televizní režisér, vystoupil i jako herec v několika epizodních filmových rolích.
Aktivně působil ve Svazu československých dramatických umělců a v letech 1971–1981 byl za KSČ poslancem České národní rady.

## Divadelní režie, výběr
- 1945 Jaroslav Pokorný, Jiří Dalík: Ejhle, město!, Obratník
- 1945 Radim Tomášek: Viděno zblízka, Obratník
- 1946 V. A. Krylov: Medvěd námluvčím, Divadlo pod Plachtou
- 1946 A. P. Čechov: Medvěd, Divadlo pod Plachtou
- 1946 G. J. Gradov: Směšná práce, Divadlo pod Plachtou
- 1946 E. Bozděch: Dobrodruzi, Vesnické divadlo (Z.Míka jako asistent režiséra F.Smažíka)
- 1946 František Langer: Grandhotel Nevada, Vesnické divadlo
- 1946 A. N. Arbuzov: Daleká cesta, Studio mladých při Divadle pracujících Zlín
- 1947 Zdeněk Bláha: Hodí se žít, Divadlo pracujících Zlín
- 1947 T. Svatopluk: Botostroj, Divadlo pracujících Zlín
- 1947 L. Pazourek: Rozkaz, Divadlo pracujících Zlín
- 1950 Milan Jariš: 15. březen, Státní divadlo Brno
- 1951 Antonín Zápotocký: Bouřlivý rok, Státní divadlo Brno
- 1952 František Rachlík, Theodor Balk: Prodaná země, Státní divadlo Brno
- 1953 Milan Jariš: Boleslav I, Státní divadlo Brno
- 1971 Boris Vasiljev, Vladimír Horáček: Andělé, Divadlo na Vinohradech
- 1973 M. M. Roščin: Valentin a Valentina, Divadlo na Vinohradech
- 1974 T. Svatopluk, J. Kubát: Skandál v Březůvce, Divadlo na Vinohradech
- 1974 V. S. Rozov: Neklidný den, neklidná noc, Divadlo na Vinohradech
- 1976 Karel Čapek: Věc Makropulos, Divadlo na Vinohradech
- 1978 Peter Hacks: Rozhovor v domě Steinových o nepřítomném panu Goethovi, Divadlo na Vinohradech
- 1982 Jan Jílek: Diamantoví kluci, Divadlo na Vinohradech
- 1985 Jan Jílek: Rafani, Divadlo na Vinohradech
- 1986 Jan Jílek: Já chci žít znovu, Divadlo na Vinohradech

## Divadelní role, výběr
- 1941 Vlámská lid. hra/Druhý lit. večer: Lancelot a Alexandrina, Rytíř, divadlo Větrník, režie Josef Šmída
- 1942 Básně německého baroku/Třetí lit. večer: Růže ran, básník, divadlo Větrník, režie Josef Šmída
- 1942 Jaroslav Pokorný/Čtvrtý lit. večer: Písně Omara pijáka, Starší, divadlo Větrník, režie Josef Šmída

## Filmové režie, výběr
- 1974 Generál chudých (TV film)
- 1979 Tchán
- 1980 Ten svetr si nesvlíkej
- 1983 Oči pro pláč

## Rozhlasová režie, výběr
- 1977 Z víry lidu všeho – pásmo veršů, sestavil Donát Šajner; vydal Supraphon ve spolupráci se Svazem spisovatelů

## Ocenění
- 1973 titul zasloužilý umělec
- 1973 Řád práce